# Leuchtturm Les Hanois
Der Leuchtturm Les Hanois, der zwischen 1860 und 1862 nach einem Entwurf  des englischen Ingenieurs James Walker vom Trinity House und dem ansässigen Ingenieur William Douglass erbaut wurde, markiert die Untiefen und gleichnamigen Klippen und Riffe vor Guernsey.  Er gibt eine Positionsbestimmung für Schiffe an, die von Westen in das Kanalverkehrstrennungsgebiet einlaufen.

## Geschichte und Lage
Der Leuchtturm Les Hanois liegt am westlichen Ende der Kanalinseln, erhebt sich auf einem Riff an der Südwestseite der Insel Guernsey und ist für die Entwicklung der Leuchtturmtechnik von Bedeutung. Architektonisch bemerkenswert ist der sich verjüngende, weiß gestrichene Granitturm, bei dem alle Steine horizontal und vertikal ineinander verzahnt und damit zu einem einzigen massiven Baukörper gemacht wurden. Der Zementmörtel in den Fugen zwischen den Steinwänden verschließt die Schwalbenschwänze, so dass die Steine nicht ohne Bruch getrennt werden können. Diese Methode wurde zum ersten Mal am Leuchtturm von Les Hanois angewendet und wurde zum Muster für nachfolgende Leuchttürme, die auf Meeresfelsen gebaut wurden. Der Zement war ein schnell trocknender Typ, der von John Smeaton erfunden wurde.
Der Grundstein wurde am 14. August 1860 gelegt und im August 1862 war der Turm 18 m hoch. Im Oktober traf die Lichttechnik ein, jedoch verzögerte sich die Fertigstellung durch schlechtes Wetter, so dass Ende November der Leuchtturm zum ersten Mal gezündet wurde. Die endgültige Inbetriebnahme erfolgte Ende 1863, die Baukosten beliefen sich auf £ 25.296.

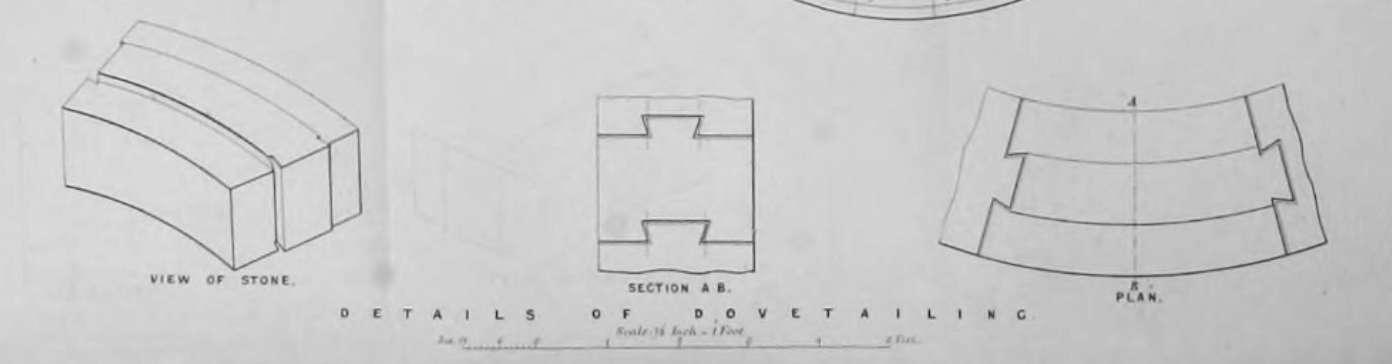
Detailzeichnung der Turmblöcke

## Gebäude und Funktion
In die bestehende Optik wurde ein neuer Zweistellungs-Lampenwechsler mit 35 Watt Metallbogenlampen eingebaut, dessen Rotation verlangsamt wurde, wodurch sich die Kennung des Lichts von zwei weißen Blitzen alle fünf Sekunden auf zwei alle 13 Sekunden änderte. Dies dient dazu, den Energiebedarf niedrig genug zu halten, um die Stromversorgung mit einer Solaranlage zu ermöglichen und die Länge des Blitzes zu erhöhen, um die gewünschte Tragweite von 20 Seemeilen zu erreichen.
Das vorhandene Luftnebelsignal wurde durch einen einseitig gerichteten elektrischen Emitterstapel ersetzt, der in einem nach Westen ausgerichteten Raum links im Ring der Sonnenkollektoren um die Tragstruktur des Helidecks installiert wurde. Das Nebelsignal wird von einem automatischen Nebeldetektor gesteuert.
Über der Laterne wurde 1979 ein Helideck errichtet. Im Juli 1995 begannen die Automatisierungsarbeiten am Leuchtturm von Les Hanois und die Station wurde im Januar 1996 in Betrieb genommen. Die Station wurde auf Solarenergie umgestellt, wobei um den unteren Teil der Helideck-Tragstruktur herum Paneele montiert wurden.
Der Leuchtturm wird jetzt vom Trinity House Operation & Planning Centre Harwich in Essex aus überwacht und gesteuert.

## Briefmarken Leuchtturm Les Hanois
Die philatelistische Würdigung des Leuchtturms erfolgte in vielfältigen Darstellungen bei der Ausgaben von mehr als fünf Briefmarken.